# Prądzyński III
Prądzyński III (Prondzinski, Prondzynski, Aubrecht-Prądzyński, Aubracht-Prondzyński, Aubracht II, Aubrecht, Księżyc odmienny) – kaszubski herb szlachecki, według Przemysława Pragerta odmiana herbu Księżyc.

## Opis herbu
Opis z wykorzystaniem zasad blazonowania, zaproponowanych przez Alfreda Znamierowskiego:
Na tarczy dzielonej w pas w polu górnym, błękitnym, półksiężyc złoty na opak, nad którym trzy takież gwiazdy w pas; w polu dolnym, czerwonym, dwa miecze skrzyżowane. Klejnot: nad hełmem w koronie gwiazda złota na ogonie pawim. Labry z prawej błękitne, podbite złotem, z lewej czerwone podbite srebrem.

## Najwcześniejsze wzmianki
Herb wymienia Juliusz Karol Ostrowski (Księga herbowa rodów polskich) i Żernicki (Der polnische Adel, Die polnischen Stamwappen) oraz Nowy Siebmacher. Ponieważ rodzina Aubracht była pierwotnie osobną od Prądzyńskich rodziną, która osiadłszy w Prądzonie przyjęła nazwisko odmiejscowe, Przemysław Pragert uważa, że herb Prądzyński III jest połączeniem herbów Prądzyńskich (pole górne) i pierwotnego Aubrachtów (pole dolne).

## Herbowni
Prądzyński (Plondzinski, Prandzienski, Prądzienski, Prądziński, Prodzinski, Prondzinski, Prondziński, Prondzynski, Prondzyński, Prozinski) z przydomkiem Aubracht (Aubrecht, Abracht, Olbrecht, Obracht, Wolbrecht). Lista herbów innych Prądzyńskich dostępna w haśle Prądzyński.
Żernicki przypisuje też ten herb rodzinie Lipińskich z przydomkiem Obracht.